# Béduer
Béduer é uma comuna francesa na região administrativa de Occitânia, no departamento de Lot. Estende-se por uma área de 24,78 km². Em 2010 a comuna tinha 735 habitantes (densidade: 29,7 hab./km²).